# Helen Maguire
Pour les articles homonymes, voir Maguire.
Helen Maguire est une personnalité politique britannique.

## Biographie
Helen Maguire étudie le français et l'allemand à l'université
En 2024, elle est élue députée.